# Bourse des pieds humides
La Bourse des pieds humides désignait au XIXe siècle le marché des actions des sociétés en grande difficulté financière, qui s'échangeaient à des cours très faibles, à l'extérieur du Palais Brongniart, et constituait un « bon révélateur des hiérarchies structurant l'intermédiation boursière ».

## Histoire
Un procès a mis en lumière, en 1907, quelques-uns des courtiers qui opéraient sur les escaliers et dans le jardin de la Bourse, le long des grilles, au bas des escaliers, parfois décrits comme « tout un monde de remisiers de contrebande, de croupiers louches ».
Dix ans plus tôt, L'Argent, roman d'Émile Zola publié en 1891, décrivait déjà minutieusement cette catégorie de l'activité de la place de la Bourse. Alors que les prestigieux coulissiers sont assis en arc de cercle, autour de l'horloge, sous les arcades du Palais Brongniart, la « Bourse des pieds humides » se tient de manière plus informelle mais tout aussi régulière dans le jardin en contrebas, pour l'échange des « titres déclassés » des sociétés le plus souvent en situation de faillite. 